# The Warsaw Voice
The Warsaw Voice (deutsch: „Die Stimme Warschaus“) ist Polens ältestes englischsprachiges Printperiodikum und wird von der in Warschau ansässigen WV Marketing Sp. z o.o. herausgegeben. 1988 als Wochenzeitung gegründet, richtet sich der heute monatlich und im Zeitschriftenlayout erscheinende Titel an englischsprechende Ausländer, die in oder außerhalb Polens leben. Die Redaktion besteht aus polnischen und ausländischen Journalisten und Autoren. Regelmäßig wird zu aktuellen Nachrichten, wirtschaftlichen Entwicklungen, zu – vorwiegend Warschauer – Veranstaltungen, zum Vereinsleben und Immobilien berichtet. In Sonderausgaben werden Polens Regionen, Auslandsinvestitionen im Land und ausgewählte Industrien behandelt.
Im Jahr 2003 wurde vom ursprünglichen A3-Format auf ein großes A4-Format umgestellt und der Umfang erhöht. Später erfolgte auch die Umstellung von wöchentlicher zu monatlicher Erscheinungsweise.
Die Redaktion von The Warsaw Voice verleiht seit 1990 einmal jährlich die Auszeichnung „Chair of the Year“. Die entsprechende Skulptur wurde von dem Kunstprofessor Piotr Gawron geschaffen; sie ist einem Regiestuhl nachempfunden. Preisträger waren u. a. Jacek Rostowski, Donald Tusk, Rafał Blechacz, Marek Belka, Jerzy Hausner, Danuta Hübner, Adam Małysz, Aleksander Kwaśniewski, Bronisław Geremek, Jerzy Buzek, Tadeusz Mazowiecki, Roman Kluska, Hanna Gronkiewicz-Waltz, Hanna Suchocka und Jan Krzysztof Bielecki.